# Хасбулатов, Руслан Имранович
Русла́н Имра́нович Хасбула́тов (чечен. Хасболтера Ӏимранан кӏант Руслан; 22 ноября 1942, Грозный — 3 января 2023, Можайский район, Московская область) — российский политический и государственный деятель, учёный и публицист, член-корреспондент РАН (1991), последний председатель Верховного Совета РСФСР, сначала активный соратник первого президента России Бориса Ельцина, затем его основной оппонент и активный участник российского конституционного кризиса до октября 1993 года, в 1994 году был организатором «Миротворческой миссии профессора Хасбулатова» в Чечне. С 1994 года до конца жизни являлся заведующим кафедрой мировой экономики Российского экономического университета имени Г. В. Плеханова.

## Биография
Родился 22 ноября 1942 года в городе Грозном, происходит из чеченского тейпа Харачой. Во время депортации чеченцев и ингушей был переселён в Казахскую ССР, в село Полудино Булаевского района Северо-Казахстанской области, где прошли его детство и юность. В 1962 году отправился в Москву, где в 1965 году окончил юридический факультет МГУ, а в 1970 году окончил аспирантуру экономического факультета этого же университета.
В 1970 году защитил кандидатскую диссертацию, а в 1980 году — докторскую.
С 1970 года по 1990 год работал в Московском институте народного хозяйства (ныне Российский экономический университет) имени Г. В. Плеханова, был заведующим кафедрой международных экономических отношений, созданной по его инициативе.
В период перестройки являлся членом научного совета Бюро Совета Министров СССР по социальному развитию, принимал деятельное участие в разработке закона об аренде.
4 марта 1990 года избран народным депутатом РСФСР от Грозненского национально-территориального избирательного округа № 137 Чечено-Ингушской АССР (c 9 января 1993 г. — Чеченской Республики). В предвыборной программе выступал за единую Россию с широкими правами автономий, за равноправный союз с другими суверенными республиками, за создание демократических структур власти и превращение местных Советов в действительные органы самоуправления с правом местного законотворчества.
С 5 июня 1990 года по 29 октября 1991 года — первый заместитель председателя Верховного Совета РСФСР.
С 10 июля 1991 года — и. о. председателя Верховного Совета РСФСР.
С 29 октября 1991 года — председатель Верховного Совета Российской Федерации.
С сентября 1992 года — Председатель Совета Межпарламентской ассамблеи государств — участников СНГ (был избран на годичный срок).
С 1994 года — заведующий кафедрой мировой экономики в Российском экономическом университете имени Г. В. Плеханова. Один из разработчиков государственного общеобразовательного стандарта высшего профессионального образования по специальности «Мировая экономика», программы и учебного плана подготовки бакалавров по направлению «Экономика».
Автор книг и статей по проблемам мировой экономики и международных экономических отношений, а также по социально-политической тематике. Опубликовал более 750 научных и учебно-методических трудов в России и за рубежом.
Скончался 3 января 2023 года около 19:00 (мск) на 81-м году жизни в своём поместье в посёлке Ольгино Можайского округа Подмосковья. 5 января в Грозном прошла церемония прощания с политиком. Похоронен в родовом селе Толстой-Юрт.

## Роль в истории России

### Роль в событиях августа-декабря 1991 года
Сыграл важную роль в провале «августовского путча», хотя, как он заявлял впоследствии, был недоволен проектом нового Союзного договора. Лично написал воззвание «К гражданам России», осуждающее действия ГКЧП. Выступил против ареста своего коллеги, председателя Верховного Совета СССР Анатолия Лукьянова, что по его мнению сыграло роль в распаде СССР. Как утверждает Валентин Варенников, Хасбулатов вместе с генеральным прокурором Валентином Степанковым не хотели объективного судебного процесса по делу ГКЧП. После августа 1991 деятельность Совета Министров РСФСР была парализована, в такой обстановке Хасбулатов вынужден был превратить Президиум Верховного Совета России в реальное правительство, и он вместе с аппаратом парламента управлял всеми делами республики до формирования «правительства реформаторов».
Во время подписания Беловежского соглашения о создании СНГ и о прекращении существования СССР 8 декабря 1991 года находился с визитом в Южной Корее. Когда Хасбулатов председательствовал на сессии Верховного Совета 12 декабря, он призывал ратифицировать Беловежское соглашение, что и было сделано. Ряд членов Верховного Совета отмечали, что, согласно действовавшей на тот момент Конституции РСФСР для ратификации соглашения необходимо было созвать высший орган государственной власти — Съезд народных депутатов РСФСР, поскольку соглашение затрагивало государственное устройство республики как части Союза ССР и тем самым влекло за собой изменения в российскую конституцию. В сентябре 1992 года группа народных депутатов РСФСР во главе с Сергеем Бабуриным направила в Конституционный суд Российской Федерации ходатайство о проверке конституционности постановления Верховного Совета РСФСР от 12 декабря 1991 года «О ратификации Соглашения о создании Содружества Независимых Государств». Это обращение так и не было рассмотрено.
В апреле 1992 года Съезд народных депутатов России, несмотря на усилия Ельцина и Хасбулатова, трижды отказался ратифицировать беловежское соглашение и исключить из текста российской конституции упоминание о конституции и законах СССР, что впоследствии стало одной из причин противостояния Съезда с президентом Ельциным и в дальнейшем привело к трагическим событиям октября 1993 года. Конституция СССР и законы СССР продолжали упоминаться в статьях 4 и 102 Конституции Российской Федерации — России (РСФСР) 1978 года вплоть до 25 декабря 1993 года, когда вступила в силу принятая всенародным голосованием Конституция Российской Федерации, которая не содержала упоминания о Конституции и законах Союза ССР.
Для реализации Беловежского соглашения Хасбулатов подписал постановления об упразднении Госбанка СССР, о прекращении полномочий народных депутатов СССР на территории РСФСР, об упразднении судебных органов власти и Прокуратуры СССР. В марте 1992 года Хасбулатов призывал не допустить проведения Vl съезда народных депутатов СССР. Впоследствии он заявил, что развал СССР был субъективным и ошибочным решением и признал свою ответственность за случившееся.
Как вспоминает бывший президент СССР Михаил Горбачёв: «На утро 27 декабря 1991 года было назначено моё интервью японским журналистам. Я решил последний раз провести его в кремлёвском кабинете. Они уже ждали. При подъезде к Кремлю мне по телефону в автомобиль сообщили: „В вашем кабинете с утра сидят Ельцин, Полторанин, Бурбулис, Хасбулатов. Распили бутылку. Гуляют“… Ельцину не терпелось оказаться в президентском кабинете, который посвящённые в кремлёвские дела называли „высотой“. Не дождавшись трёх дней до 30 декабря, он со своей „компанией“ взял „высоту“ досрочно. Устроили победный междусобойчик под виски — те, кто два года спустя стрелял друг в друга при разгроме парламента!»

В 1998 году на заседании комиссии Госдумы признался, что ратификация Беловежского соглашения была только в компетенции Съезда народных депутатов:
Когда вы рассматривали в Думе вопрос о ратификации-нератификации, вы забыли самый существенный элемент: что документ не ратифицирован, повторяю, что юридически, с точки зрения Конституции, это был вопрос Съезда. А то, что принял Верховный Совет, могло иметь всего лишь рекомендательный характер.»
 По его словам, Верховный Совет ратифицировал соглашение под давлением, в том числе и военного лобби (советник президента РСФСР по обороне Константин Кобец и министр обороны СССР Евгений Шапошников).
В 2011 году в своих воспоминаниях написал, что Ельцин настаивал на скорейшей ратификации соглашения о создании СНГ, ссылаясь на множество проблем, возникающих из-за неопределённости в этом вопросе.

### Роспуск Верховного Совета Чечено-Ингушетии
События 19—21 августа 1991 г. в Москве стали катализатором социально-политического взрыва в Чечено-Ингушетии. Организатором и руководителем массового движения стал Исполком ОКЧН (Общенационального конгресса чеченского народа) во главе с Джохаром Дудаевым.
После провала ГКЧП Исполком ОКЧН и организации национал-радикального толка выступили с требованием отставки Верховного Совета Чечено-Ингушской АССР и проведения новых выборов. 1—2 сентября 3-я сессия ОКЧН объявила Верховный Совет низложенным и передала всю власть на территории Чечено-Ингушетии Исполкому ОКЧН.
15 сентября 1991 года под руководством прибывшего в Грозный и. о. председателя Верховного Совета РСФСР Руслана Хасбулатова состоялась последняя сессия Верховного Совета Чечено-Ингушской АССР, принявшая решение о самороспуске. В результате переговоров между Р. Хасбулатовым и лидерами Исполкома ОКЧН в качестве временного органа власти на период до выборов (назначенных на 17 ноября) был сформирован Временный Высший Совет ЧИАССР (ВВС) из 32 депутатов, сокращённый вскоре до 13 депутатов, затем — до 9.
Председателем Временного Высшего Совета республики был избран заместитель председателя Исполкома ОКЧН Хусейн Ахмадов, зам. председателя ВВС — помощник Хасбулатова Юрий Чёрный.
27 октября 1991 г. Исполком ОКЧН провёл выборы Президента и Парламента самопровозглашённой Чеченской Республики (Нохчи-Чо). Президентом был избран председатель Исполкома Джохар Дудаев. 2 ноября Съезд народных депутатов РСФСР под председательством Хасбулатова признал эти выборы незаконными. В 1990—1991 гг. погашению конфликта в самом его начале препятствовало противостояние союзных и российских властей. В 1992—1994 гг. на ситуацию в Чечне воспроизводилась история конфликта ветвей власти уже в независимой России; лидер одной из сторон этого конфликта чеченец Р. Хасбулатов рассматривался в тот период как возможная альтернатива Д. Дудаеву.

### Конституционный кризис 1992—1993 годов
Кризис явился следствием противостояния двух политических сил: с одной стороны — президента Российской Федерации Бориса Ельцина и части народных депутатов — сторонников президента, а с другой стороны — противников социально-экономической политики президента и правительства: вице-президента Александра Руцкого, большей части народных депутатов во главе с Хасбулатовым. В середине января 1992 года в официальном заявлении Хасбулатов предложил Ельцину уволить практически недееспособное правительство Бурбулиса-Гайдара, однако в это время большинство депутатов не поддержало его, и Хасбулатов отказался тогда от требования отставки правительства.
Временно критика правительства с его стороны несколько ослабла, но перед началом шестого съезда народных депутатов он вновь усилил нажим.
Перед седьмым съездом народных депутатов Хасбулатов предлагал президенту поддержку и продление особых полномочий в обмен на право контроля над составом правительства с помощью внесения соответствовавших поправок в Конституцию. Несколько смягчил критику правительства Гайдара, заявив, что оно серьёзно изменило линию своего поведения. Но, несмотря на это, в день открытия седьмого съезда Хасбулатов выступил с программной речью, содержавшей резкую критику экономического курса правительства, что оказало большое влияние на настроение депутатов и их решение отклонить выдвинутую Ельциным на должность премьер-министра кандидатуру Егора Гайдара.
21 сентября 1993 года Ельцин подписал указ о поэтапной конституционной реформе и распустил Съезд народных депутатов и Верховный Совет, назначив на 12 декабря 1993 года выборы в новый, не предусмотренный Конституцией, орган власти — Федеральное Собрание. Хасбулатов созвал заседание президиума Верховного Совета и, ссылаясь на статью 121.6 Конституции, которая предусматривает немедленное прекращение полномочий президента в случае, если он использует свои полномочия для роспуска законно избранных органов власти, констатировал прекращение полномочий президента Ельцина и переход их к вице-президенту Руцкому.
22 сентября Верховный Совет, на основании заключения Конституционного суда, принял постановления о прекращении полномочий президента Ельцина с 20 часов 00 минут 21 сентября 1993 года после подписания указа № 1400, и о переходе их к вице-президенту Руцкому. Верховный Совет принял также постановление о созыве 23 сентября X (Чрезвычайного) Съезда народных депутатов.
23 сентября открылся Х внеочередной (чрезвычайный) Съезд народных депутатов Российской Федерации с повесткой дня «О политическом положении в Российской Федерации в связи с совершённым государственным переворотом». Были утверждены постановления Верховного Совета о прекращении президентских полномочий Ельцина с момента издания им указа № 1400 и переходе их, согласно Конституции, к вице-президенту Руцкому, а действия Ельцина квалифицированы как государственный переворот. Съезд постановил провести одновременные досрочные выборы президента и народных депутатов не позднее марта 1994 года. Верховному Совету было поручено в месячный срок подготовить соответствующие нормативные акты, обеспечивающие проведение данных выборов. Спустя несколько дней здание Верховного Совета РФ, где Хасбулатов продолжал вести заседания, было блокировано подразделениями МВД.
24 сентября народный депутат РФ Евгений Кожокин выступил парламентёром между Хасбулатовым и Администрацией Президента РФ. Предложения Бориса Ельцина о гарантиях безопасности и беспрепятственного выезда за границу, которые парламентёр по поручению первого замминистра безопасности Сергея Степашина доставил Хасбулатову лично, были им отвергнуты, более того Хасбулатов возразил, что ни в каких гарантиях не нуждается и сам может предоставить гарантии безопасности Ельцину, если тот откажется от реализации своего указа о роспуске Съезда и парламента.
4 октября 1993 года после расстрела из танков Дома Советов, где находился Верховный Совет и проходил X (чрезвычайный) съезд народных депутатов, Хасбулатов был задержан. Бывший начальник службы безопасности Ельцина Александр Коржаков впоследствии вспоминал, что у него была задача «кокнуть» Руцкого и Хасбулатова, однако на глазах толпы депутатов сделать это не удалось. Хасбулатов, как и ряд его соратников, был помещён в следственный изолятор Лефортово города Москвы. Ему было предъявлено обвинение в организации массовых беспорядков (ст.79 УК РСФСР). Утверждал, что в Лефортово его пытались отравить. В докладе комиссии Госдумы по дополнительному изучению и анализу событий 21 сентября — 5 октября 1993 года, со ссылкой на бывшего члена президентского совета Алексея Казанника (который на следующий день после штурма Белого дома был назначен Ельциным на пост Генерального прокурора), утверждается, что Ельцин и его окружение предлагали Казаннику судить Хасбулатова и других лиц, выступивших против разгона Съезда и Верховного Совета, по ст. 102 УК РСФСР (Умышленное убийство при отягчающих обстоятельствах), которая предусматривала смертную казнь. Казанник в ответ сказал Ельцину, что нет юридических оснований для применения данной статьи. 25 февраля 1994 года Хасбулатов освобождён из-под стражи по амнистии Государственной Думы. Ельцин требовал не допустить проведения амнистии, значительную роль в её немедленной реализации сыграл генпрокурор РФ Алексей Казанник, вскоре уволенный со своего поста.
Как установила комиссия Госдумы:

Председатель Верховного Совета Российской Федерации Хасбулатов Р. И. был задержан и взят под стражу без предусмотренного законом специального решения об этом сессии Верховного Совета Российской Федерации, на основании незаконного приказа Ельцина Б. Н.
В сентябре 1998 года на заседании комиссии Госдумы Хасбулатов заявил, что лично видел погибших в здании Верховного Совета.
В октябре 2010 года Хасбулатов сообщил, что группа народных депутатов России готовит обращение в Международный суд по поводу событий октября 1993 года.
Считал Ельцина, которого называл диктатором, главным виновником в бедах России. По состоянию на 2013 год Хасбулатов по-прежнему себя считал председателем Верховного Совета и не признавал законности проведения всенародного голосования по принятию новой конституции 12 декабря 1993 года, которая упразднила Съезд и Верховный Совет.

### «Миротворческая миссия профессора Хасбулатова»
В 1994 году им была организована так называемая «Миротворческая миссия профессора Хасбулатова». Политик выезжал в Чечню, пытаясь организовать переговоры между лидером сепаратистов, президентом Ичкерии Джохаром Дудаевым и антидудаевской оппозицией, а также российскими властями. Однако миссия оказалась неудачной, стороны не были готовы идти ни на какие компромиссы, вдобавок популярность Джохара Дудаева в то время в Чечне была чрезвычайно высокой, а сам Хасбулатов фактически примкнул к самой антидудаевской оппозиции.
За несколько месяцев до вступления российских войск в Чечню, 20 августа 1994 года Руслан Хасбулатов на митинге в городе Шали в Чечне призывал к созданию примирительной комиссии и подписанию соглашения о неприменении оружия вооружёнными группировками друг против друга.
21 августа того же года в селе Толстой-Юрт начинает действовать радиостанция сторонников Хасбулатова. С её появлением начинают говорить о «Миротворческой миссии профессора Хасбулатова».
К «миротворческой миссии Хасбулатова» присоединяются 7 вооружённых группировок.
25 августа Джохар Дудаев выступает на митинге своих сторонников и, в частности, заявляет: 
Цель Хасбулатова — спровоцировать войну в Чечне, чтобы на крови чеченцев вновь вернуться на российскую политическую арену.
26 августа информационные агентства сообщили, что уже 20 вооружённых группировок присоединились к миротворческой миссии Хасбулатова. Лидер антидудаевской оппозиции, председатель Временного Совета Умар Автурханов и Руслан Хасбулатов встречаются в селе Знаменское Надтеречного района и договариваются о совместных действиях против режима Дудаева.
29 августа на встрече лидеров оппозиционных групп (Умар Автурханов, Руслан Хасбулатов, Руслан Лабазанов, Бислан Гантамиров) в Надтеречном районе было решено объединить действия противников режима под эгидой Временного Совета Чеченской Республики.
7 сентября представители «миротворческой миссии профессора Хасбулатова» прибыли в штаб антидудаевской оппозиции — Временного Совета Чечни для выработки стратегии дальнейших совместных действий.
С началом боевых действий в конце года Хасбулатов вернулся в Москву, где продолжил работу на кафедре в институте.
В 1995 году, когда в Чечне разворачивалась активная стадия военного конфликта, Хасбулатов, имевший, по данным газеты «Время новостей», влияние в чеченской диаспоре, вновь предлагал выступить в качестве посредника. Однако российские власти отказались от его услуг. В 2005 году Хасбулатов заявил, что Дудаев заигрывал с Ельциным, когда хотел лишить его (Хасбулатова) депутатских полномочий.

### Отношения с властями Чечни
В 2003 году Хасбулатов намеревался баллотироваться в президенты Чеченской Республики и заявлял, что может одержать победу в первом же туре, но участия в выборах не принял. В 2021 году поддержал переизбрание на новый срок главы республики Рамзана Кадырова.

## Награды
- Медаль «За трудовую доблесть» (1986)[80].
- Заслуженный деятель науки Российской Федерации (2008)[80].
- Почётный доктор Бар-Иланского Университета (1992, Израиль)[80].
- Медаль «МПА СНГ. 25 лет» (27 марта 2017 года, Межпарламентская ассамблея СНГ) — за заслуги в деле развития и укрепления парламентаризма, за вклад в развитие и совершенствование правовых основ функционирования Содружества Независимых Государств, укрепление международных связей и межпарламентского сотрудничества[81]

## Семья и увлечения
Супруга — Раиса Хасановна (род. 1952).
- Сын[4] — Омар Русланович (род. 1973), менеджер.
- Дочь[4] — Селима Руслановна (1974—2022), по образованию врач, но всю жизнь посвятила семье. Похоронена на родине, в Чечне[82].
  - Два внука и внучка.

Семья живёт в московской квартире и загородном доме в дачном посёлке Ольгино Можайского городского округа Московской области.
Братья: писатель Я. И. Хасбулатов (род. 1935) и историк А. И. Хасбулатов (1937—2013); сестра — историк З. И. Хасбулатова (род.
1940).
Курил трубку и сам собирал коллекцию трубок, насчитывающую более 500 экземпляров. Среди них раритетная трубка британского премьер-министра Г. Макмиллана, подаренная сестрой политика.

## Киновоплощения
- Игорь Демуров в художественном фильме «Три августовских дня» (РФ-США, 1992 год).
- Самвел Мужикян в художественном фильме «Ельцин. Три дня в августе» (Россия, 2011 год).

## Документальные фильмы
- «Вторая русская революция» (1991).
- «Удар властью. Руслан Хасбулатов и Александр Руцкой». Россия, ОАО «ТВ Центр».
- Непрошедшее время (2024)